# Espermiograma
Se denomina seminograma o espermiograma al análisis del eyaculado o semen. A este estudio se le denomina también como espermatograma. Se trata de una prueba sencilla que no va a ser muy útil para diagnóstico clínico, ya que su especificidad y sensibilidad es baja. Únicamente en el hipogonadismo se puede valorar la respuesta al tratamiento con testosterona a través de la normalización de los componentes producidos en las vesículas seminales y en la próstata. Por el contrario, sí que será de gran ayuda para los tratamientos de reproducción asistida a la hora de decidir cuál de éstos deberá de llevarse a cabo. Teniendo en cuenta las circunstancias reproductivas de la mujer, y en función del resultado del seminograma, puede orientarse a la pareja hacia un tratamiento de fertilidad u otro, de forma que un semen moderado o altamente patológico tendrá indicación de fecundación in vitro o ICSI, mientras que alteraciones leves, o resultados normales serán indicativos de técnicas menos complejas, como coitos programados o inseminación artificial. De este modo, se ahorrarán gastos en reproducción asistida optimizando el proceso.
El semen es una mezcla de espermatozoides suspendidos en una secreción del testículo y epidídimo, que en el momento de la eyaculación se combina con secreciones de la próstata, vesícula seminal y glándulas bulbo uretrales. De esta manera, el semen acabará componiéndose por cuatro fracciones distintas al aportar las glándulas distintos productos:
-Fracción pre-eyaculatoria: procedente de las glándulas bulbouretrales o de Cowper. Esta fracción tiene una consistencia mucosa y normalmente no contiene espermatozoides.
-Fracción previa: procedente de la próstata. Aporta un pH ácido, aunque al añadirse otros productos más adelante el pH global del semen se vuelve básico, siendo el contrario del pH vaginal (ácido).
-Tercera fracción o fracción principal: es la fracción más rica en espermatozoides, ya que viene del epidídimo y del conducto deferente.
-Cuarta fracción o fracción terminal: es la fracción más abundante del semen, pues representa el 80% del volumen total del semen eyaculado. Es producida por las vesículas seminales y tiene un pH alcalino. Es esta la fracción responsable de que el semen tenga pH básico.
El espermiograma es una prueba utilizada en los estudios de fertilidad masculina, es decir, precisada cuando las parejas tienen problemas de esterilidad. A este estudio se le denomina también como seminograma.

## Parámetros analizados
Este análisis del semen va a realizarse siguiendo las técnicas y criterios estandarizados descritos por la OMS (2010) o la ESHRE (2002). El objetivo de dicha estandarización es la mejora de la calidad en los laboratorios de andrología. De esta forma, un seminograma va a constar de diversas pruebas. Entre éstas, se encuentran estudios macroscópicos (de viscosidad, capacidad de licuefacción, color y olor), químicos (valoración del pH, análisis de Zn, alfa-glucosidasa, fructosa) y análisis microscópico, que consiste en el estudio de la concentración de los espermatozoides así como la movilidad, vitalidad y morfología de estos. De todas estas pruebas, las más importantes e informativas son las medidas de concentración y movilidad. 
Los parámetros que se suelen estudiar son los siguientes:
- Licuefacción: Para evaluar una muestra de semen esta debe estar licuada. Esto se consigue gracias a una sustancia liberada en el eyaculado denominada fibrinolisina. Esto ocurre aproximadamente a los 20 minutos de la eyaculación si la muestra está a temperatura ambiente. Si la licuefacción no se produce en este tiempo, puede indicar algún tipo de disfunción a nivel de la próstata. El eyaculado, de forma espontánea, se condensa al poco tiempo de ser expulsado. Gracias a esa sustancia (fibrinilisina) secretada por la próstata se consigue que se licúe, pero puede darse el caso de que el semen no condense. Esto se debe a problemas de secreción de la vesícula seminal, que es la que contiene sustrato para que el eyaculado condense.
- Viscosidad: El semen licuado debe ser ligeramente más viscoso que el agua. Para examinar la viscosidad, se comprueba la formación de hilos en la muestra. Si la muestra es altamente viscosa, puede deberse a una disfunción prostática, eyaculación frecuente o al estado psicológico del paciente. Este aumento de la viscosidad no supone una causa directa de infertilidad, únicamente debe tenerse el cuenta a la hora de determinar el resto de parámetros de un seminograma.
- Volumen: El volumen normal de un eyaculado tras un periodo de 3 a 5 días de abstinencia es de 1,5-6 ml. Un volumen inferior, hipoespermia, se considera cuando  el volumen es de menos de 0,5 ml por eyaculación, y puede deberse a una obstrucción causada por una infección, una alteración congénita de los vasos deferentes, o por eyaculación retrógrada (esto es, cuando el semen no recorre su camino normal, sino que entra en la vejiga y se mezcla con la orina). La producción de un volumen superior a 6 ml por eyaculación se denomina hiperespermia y ésta puede ser debida a procesos inflamatorios de próstata y/o vesículas seminales. La no producción de eyaculado se denomina aspermia y algunas de sus causas pueden ser la eyaculación retrógrada, anomalías anatómicas y neurológicas, y el uso de antihipertensivos.
- Color: el color habitual del semen es blanco opalescente, ligeramente amarillento. Algunas alteraciones pueden deberse a contaminación con sangre, presentando color rojizo (hematospermia); color amarillo intenso, debido a la bilirrubina o ingesta de vitaminas; amarillento, por un alto contenido en leucocitos o medicamentos; o muy transparente, debido a una baja concentración de espermatozoides.
- pH: Normalmente varía entre 7,2-8,2. Debe de medirse antes de que pase una hora de la eyaculación, ya que se libera CO2 que eleva el pH. Valores fuera de este rango pueden significar una infección genital. Solamente es relevante para la salud del varón. Normalmente, suele estar entre 7,2 y 7,3 (nunca llega a 7,4). Si los valores del pH se encuentran por debajo de 7 y además el varón sufre de azoospermia , la causa puede ser debida a una obstrucción de los conductos eyaculadores y o bien a una agenesia de los vasos deferentes. Por otro lado, si los valores del pH sel semen se encuentra por encima de 8.2, la causa puede ser debida a enfermedades agudas de las vesículas seminales; o bien a que se ha realizado una medida retardada de éste y, por lo tanto, el plasma seminal ha liberado dióxido de carbono de forma continua provocando de esta forma un aumento del pH. Por último, si los valores del pH se encuentran por debajo de 7 y el paciente no padece azoospermia, la causa puede ser debida a procesos inflamatorios crónicos.
- Concentración de fructosa: El valor normal según la OMS es de 13 mmol por muestra. La ausencia de fructosa en la muestra puede indicar un problema en las vesículas seminales.
- Concentración de espermatozoides: El valor límite inferior es de 15 millones/ml. Para medir la concentración pueden utilizarse hemocitómetros clásicos (cámara de Neubauer), cámaras específicas (Makler) y métodos automáticos (CASA). El método CASA no se utiliza mucho porque es muy caro y proporciona información prescindible. Dentro de los resultados de concentración, se pueden dar 4 casos: normozoospermia (≥ 15 millones de espermatozoides por ml o ≥ 39 millones de espermatozoides en total eyaculado); oligozoospermia (<15 millones de espermatozoides por ml o <39 millones de espermatozoides en total eyaculado); criptozoospermia (<100.000 espermatozoides por ml); azoospermia (0 espermatozoides / ml). En el caso de la oligozoospermia es posible la concepción natural, aunque es extremadamente difícil, y en el caso de la criptozoospermia no es posible la concepción de forma natural.
- Movilidad: Es indispensable para que los espermatozoides puedan llegar a las trompas de Falopio y fertilizar el óvulo. Se valora el porcentaje de espermatozoides móviles, el de progresivos y el grado de movilidad. Existen 4 tipos de movimientos, como se verá más adelante. Según esto, se pueden dar dos casos: normozoospermia (> 40% de movilidad total o> 32% de movilidad progresiva) o astenozoospermia (< 32% movilidad progresiva).
- Vitalidad: Se realiza una tinción supravital para distinguir entre los espermatozoides vivos y muertos, pues el hecho de que estén inmóviles no significa que estén muertos. Se realiza cuando el porcentaje de espermatozoides de movilidad tipo D es mayor del 50%. Se utiliza la tinción de eosina-nigrosina, la prueba hipoosmótica o la tinción vital fluorescente.
- Morfología: El espermatozoide debe tener la cabeza oval, sin defectos en el cuello, pieza media y cola. Estas características morfológicas de normalidad se establecen a partir del aspecto que presentan los espermatozoides recuperados del moco cervical después del coito de aquellos varones considerados fértiles. En un seminograma de un hombre sano y fértil, es decir, en un seminograma normal debe haber más o igual del 4% de espermatozoides normales (es decir, suele haber un 96% de espermatozoides anormales morfológicamente), si, por el contrario, tenemos una normalidad inferior al 4% estamos frente a un caso de teratozoospermia. Existen dos métodos básicos para el estudio de la morfología, el de Papanicolau, que es un método lento y caro, y no sirve cuando las muestras están poco concentradas en espermatozoides, y el panóptico rápido, que como su nombre indica es un método más rápido pero menos eficaz. En este estudio se deben tener en cuenta las tres partes en las que se divide el espermatozoide: cabeza, parte media y cola, anotando el número de anomalías totales observadas y el número de espermatozoides normales. Para establecer estos datos, se pueden seguir dos criterios: el de la OMS (menos restrictivo) y el de Kruger/Tygerberg (más estricto). No obstante, es muy subjetivo clasificar un espermatozoide según su morfología, ya que se eliminan muchos que podrían fecundar al ovocito sin ningún problema. Un parámetro que podemos calcular es el índice de teratozoospermia que se corresponde a la relación entre el número de anomalías en los espermatozoides y el número de espermatozoides analizados; éste oscilará entre valores de 0 (todos normales) y 3 (todos alterados en cabeza, cola y pieza media)

Con los datos obtenidos, se puede determinar el índice de teratozoospermia (alteraciones) dividiendo el número total de alteraciones observadas entre el número total de espermatozoides. Se obtendrán valores entre 0 y 3: 0 cuando no se observan alteraciones y 3 cuando se observan 3 alteraciones por espermatozoide (no se podría efectuar inseminación artificial).

## Recogida de muestras
Aquellos varones que precisen realizarse un seminograma, necesitan conocer una serie de instrucciones a la hora de recoger su muestra seminal. En primer lugar, lo idóneo es que la muestra seminal sea obtenida en la clínica en la que se vaya a realizar el estudio de la misma. Los profesionales de la salud son conscientes de la incomodez que puede suponer para el paciente o la preferencia para hacerlo en un ámbito más cómodo como puede ser el hogar. Sin embargo, es importante ser consciente de algunos aspectos por las que se recomienda que se realice en la clínica:  
- El transporte de la muestra desde nuestro hogar puede provocar su alteración, por ejemplo, debido a cambios en la temperatura, lo que supone que nuestra muestra no sea fiable. 
- Estos centros cuentan con salas totalmente adecuadas y preparadas para que al paciente no le resulte una situación embarazosa y se sienta con ningún tipo de presión. Además, es muy importante considerar de que en caso de cualquier duda sobre las indicaciones para hacerlo correctamente, al estar en la clínica siempre vamos a poder recurrir a cualquier profesional que nos va a facilitar todo el proceso, a diferencia de si lo hacemos en casa.  
Por ello, para realizarse un seminograma, usted debe: 
1.Concertar una cita con el laboratorio de Andrología y preguntar todas las indicaciones que nos sean útiles; así como avisar en caso de cualquier problema personal o caso especial sin ningún compromiso. Un aspecto muy importante es que se recoja toda la muestra y no haya pérdidas de esta, así como informar en este caso.  
2.Se recomienda guardar de 1-3 días de abstinencia sexual previamente a la obtención de la muestra. El mínimo es 1 día y el máximo 7.
3. Las muestras se recogerán en un recipiente estéril rotulado con los datos del paciente, el número de historial, la fecha y hora de la recogida de la muestra y los días de abstinencia sexual. 
Con respecto al procedimiento para obtener la muestra seminal: 
1. Se recomienda la higiene de los genitales.  
2. En la mayoría de los casos se obtiene mediante masturbación excepto en casos excepcionales. En caso de recoger la muestra fuera de la clínica, deben hacerlo en un recipiente de la propia clínica previamente recogido y aproximadamente una media hora antes de entregarlo, tratando de no alterarla como comentábamos anteriormente. 
3. En casos especiales se podrán utilizar otros métodos: 
```
    En caso de inhibición psicológica, se puede emplear preservativos especiales. Los preservativos presentan algunos componentes como lubricante (que puede contaminar nuestra muestra) y espermicidas (que destruyen a los espermatozoides). De ahí la importancia de usar esto preservativos espciales sin lubricantes ni espermicidas. 
   - En caso de dificultades de erección, se puede utilizar estimuladores a modo de vibradores. 
   - En caso de eyaculación retrógrada, los espermatozoides no salen por el pene sino se conducen a la vejiga, por lo que estos se obtienen de la vejiga previamente tratada con agentes alcalinizantes. Este tratamiento se debe a que la orina es muy ácida y podria destruir a los espermatozoides, por lo que al alcalinizar la orina estos podríamos tomarlos intactos. 
    En caso de azoospermia obstructiva se obtiene la muestra del testículo. 
```

Tras un periodo de abstinencia previo a recoger la muestra de unos 1 a 3 días, el método de elección para recoger es la masturbación, porque de esta manera permite que la muestra sea completa y sin contaminación. El análisis debe ser realizado en un lapso de 2 h después de eyacular.
Tras la recogida de la muestra, en primer lugar se lleva a cabo un análisis macroscópico, que incluye la evaluación del volumen de semen, el aspecto, color, la viscosidad y el pH. El volumen normal es de 1,5-6 ml para una abstinencia sexual de 1-7 días (WHO 2010). La disminución del volumen de semen por debajo de los límites normales se denomina hipospermia. Posteriormente se realiza un análisis microscópico, el cual está enfocado en analizar las características de los espermatozoides. Se estudia la concentración, la movilidad (tipo de movimiento), vitalidad (índice de vitalidad o test de Willans Pollck) y la morfología de los mismos. Se considera normal a partir de 15 millones de espermatozoides por mililitro (WHO 2010), de los cuales deben ser móviles progresivos al menos el 32 %. La disminución en el número de espermatozoides se denomina oligozoospermia, y la reducción en la movilidad se denomina astenozoospermia. También se analiza la densidad y el número de leucocitos presentes en la muestra de semen.
El Examen bioquímico que se le realiza al semen, es para dosificar los compuestos segregados por las vesículas seminales, la próstata y los epidídimo. En determinados casos clínicos, es necesario realizar un test para detectar anticuerpos (MAR test).

### Instrucciones previas y posteriores
Las condiciones en las que se recoge el semen son fundamentales para conseguir una buena muestra y para obtener los resultados más válidos posibles.
Para ello, el paciente debe seguir las siguientes recomendaciones previas:
- Periodo de abstinencia sexual previo, como mínimo de 12 h y un máximo de 7 días. Lo ideal para tomar una buena muestra es que se hayan guardado entre 3 y 5 días de abstinencia (ni más ni menos, ya que la muestra podría resultar inutilizable). No obstante, en algunos casos el médico recomendará el periodo de abstinencia según la frecuencia de relaciones sexuales del paciente.
- El período máximo entre la recogida y la entrega de la muestra debe ser como máximo de una hora, idealmente entre 30 y 45 minutos. Por ello, a no ser que se extraiga la muestra en un lugar muy cercano a la clínica, lo recomendable es realizar la extracción directamente en esta, en los lugares habilitados para ello. Además el transporte de la muestra debe hacerse a temperatura ambiente pero nunca inferior a 5 °C, se recomienda que la muestra sea transportada cercana al cuerpo del paciente.
- La técnica de recogida de la muestra ideal es la masturbación, es decir, que tras esta se recoja el semen expulsado en un frasco y en menos de una hora se entregue para su análisis. En general los preservativos usuales o el «coitus interruptus» no son métodos aceptables. Además debe recogerse el eyaculado (semen) completo.
- No es recomendable aplicar pomadas durante las 8 horas anteriores a la recogida del semen.

Por otra parte es importante que el laboratorio conozca cualquier incidencia en la recogida, para hacerlo constar en el análisis (pérdida de muestra, dificultad en la recogida, etc.). También es importante conocer si ha habido cambios clínicos significativos en el paciente (fiebre, toma de drogas, etc.) en los días o semanas previos ya que como la espermiogénesis dura 74 días el espermiograma que se lleva a cabo un día está reflejando lo que pasó algunas semanas antes. Por ello, jamás se considerará patológico una sola muestra de semen. Hay que tomar mínimo dos muestras con un intervalo de dos meses entre ambas. 
En cuanto a las recomendaciones posteriores tras la realización de la prueba, no son necesarios cuidados especiales, ni otras instrucciones.

### Recogidas especiales
En casos de individuos que presenten distintos tipos de disfuncionalidades (bien fisiológicas o psicológicas) que impidan la recogida normal de la muestra de semen, existen diversos tipos de recogidas especiales:
- Split: se emplea sobre todo en individuos que posean algún tipo de esterilidad de origen inmunitario. En la recogida de tipo split, el eyaculado del individuo se recoge en dos botes diferentes, formándose dos fracciones: una inicial o primaria que contiene el 90% de los espermatozoides y poco plasma seminal; y una secundaria que contiene menor proporción de espermatozoides y de peor calidad. La fracción que nos interesa es la primera, a la cual se le añadirá posteriormente 2 o 3 ml de medio de cultivo para proceder a trabajar con ella.

- Eyaculación retrógrada: se emplea en pacientes con neuropatía diabética que presentan eyaculación retrógrada, es decir, el fluido que va a ser eyaculado, que normalmente sale a través de la uretra, se redirige hacia la vejiga (saldrá mezclado junto a la orina a través de la micción). Para poder recuperar una muestra de semen válida, se debe llevar a cabo el siguiente protocolo:

1. Periodo de abstinencia sexual 2-7 días
2. Alcalinizar orina: tomar bicarbonato (25 g) la noche anterior a la recogida, y la mañana de recogida de la muestra
3. Antes de masturbación, vaciar vejiga (1.ª orina)
4. Intentar eyacular a continuación, y recoger muestra si es posible (frasco 2)
5. Recoger finalmente la orina post-eyaculación (fracción más importante; frasco 3)

En estos casos, puede haber cierta contaminación bacteriana de la muestra, pero que suele solucionarse en los laboratorios.
- Pacientes con inhibición psicológica: el hombre no es capaz de obtener la muestra por motivos psicológicos. Se emplean métodos como la psicoterapia, la estimulación farmacológica (en caso de posibles problemas de erección), estimulación química o la aspiración percutánea de espermatozoides del epidídimo o del testículo.

- Pacientes con lesiones neurológicas: como personas parapléjicas que tienen problema de erección, se emplean técnicas como la vibroestimulación o la electroeyaculación de la próstata en la ampolla rectal.

### Riesgos
No existen contraindicaciones ni complicaciones secundarias a la realización de esta prueba, dado que es un método inocuo y no invasivo.

### Manipulación de la muestra
Como las muestras de semen pueden estar contaminadas con algunas enfermedades como hepatitis o VIH, se tienen que manipular cuidadosamente y siempre actuando como si estuvieran contaminadas (aunque no lo estén). Para conocer alguna patología, tenemos que hacer una serología previa obligatoria, buscando posibles virus. El personal de laboratorio o todas las personas que vayan a manipular la muestra tienen que tener cuidado con:
- Siempre llevar guantes, prestando atención a todo objeto que se toque;
- Llevar siempre la bata de laboratorio;
- Lavarse las manos cuando se abandone el laboratorio;
- Limpiar las superficies de trabajo con alcohol; y
- Usar solo contenedores seguros para la basura.

## Análisis de la concentración
Se puede distinguir entre distintos tipos de semen sobre la base de la concentración de espermatozoides:
1. Normozoospermia: ≥15 millones de espermatozoides/ml o ≥39 millones en el total eyaculado. Tiene más importancia presentar un número total de espermatozoides óptimo que una concentración por encima del límite, es decir, es mejor tener más de 39 millones de espermatozoides y tener una concentración por debajo de 15 millones/ml que tener menos de 39 millones de espermatozoides y más de 15 millones/ml. Es más importante el número total. Esta es la concentración normal o habitual de espermatozoides en el eyaculado de un varón, pero el hecho de que un individuo presente normozoospermia no asegura que sea fértil, ya que puede haber otras causas de esterilidad no relacionadas con la cantidad de espermatozoides. Normalmente el término normozoospermia suele hacer referencia a la concentración de los espermatozoides; sin embargo, lo correcto sería aplicarlo a la normalidad de más parámetros como la morfología y movilidad de los mismos.
2. Oligozoospermia:

- Leve: más de 10-15 millones de espermatozoides/ml.
- Moderada: Menos de 10 millones y más de 2 millones de espermatozoides/ml.
- Grave: 2 millón de espermatozoides/ml o menos.
- Criptozoospermia: <100.000 espermatozoides/ml.
- Azoospermia: no se observan espermatozoides.

La azoospermia es sinónimo de esterilidad en un hombre, ya que consiste en la ausencia de espermatozoides en el semen, y conlleva importantes repercusiones en una pareja que desee tener hijos. Por tanto, antes de declarar que un individuo es azoospérmico, deben analizarse al menos seis gotas de eyaculado, ya que en cada análisis o conteo que se realiza solo se estudia una porción de la muestra de semen. Puede que sea difícil encontrar espermatozoides debido a la baja concentración de los mismos, pero si se consigue encontrar un número bajo ya se contaría con material suficiente como para trabajar en reproducción asistida y llevar a cabo técnicas de fecundación in vitro o ICSI. Por esta razón a nivel clínico, no se puede dar un diagnóstico de azoospermia con el análisis de una única prueba, sino una sospecha de azoospermia. Es muy frecuente en pacientes con criptorquidia, es decir, hay un descenso incompleto de los testículos que afecta a la espermatogénesis debido a la alta temperatura dentro del abdomen.  
Para el conteo se utilizan las cámaras de Neubauer y de Makler (también el programa informático CASA). La cámara de Neubauer tiene mayor profundidad de campo y se encuentra dividida en cuadrículas. La concentración, medida en espermatozoides/microlitro, se obtiene dividiendo el número de espermatozoides contados entre la superficie analizada (mm²), la profundidad de la cámara (mm) y la dilución realizada. Es más útil que la Makler, ya que la probabilidad de encontrar espermatozoides en muestras de muy baja concentración, es mucho mayor en Neubauer. Por el contrario, la cámara Makler presenta una mejor profundidad de campo de forma que el cubre, al pesar más, expande mejor la muestra. Presenta una cuadrícula 10x10, de forma que proporciona la concentración de espermatozoides de la muestra sin tener que aplicar ningún cálculo.

## Análisis de movilidad y vitalidad
Si en una muestra hay espermatozoides inmóviles no significa que no estén vivos, pues puede darse el caso de que no tengan movilidad propia, como en el caso de la síndrome de Kartagener. Entonces el test de vitalidad se hace mediante un test hipo-osmótico de manera que, exponiendo las células a una solución hipotónica, aquellas que estén muertas tendrán la membrana permeable y se hincharán (cabezas y/o colas).
Otro test más preciso de este es el realizado mediante tinción con eosina, basado en el mismo principio. Se expone un volumen de espermatozoides al compuesto y aquellos que aparecen teñidos en rojo son los espermatozoides muertos. Por supuesto, si hace falta utilizar la muestra para un ciclo de fecundación asistida, no se pueden utilizar los colorantes para distinguir los espermatozoides muertos de los vivos, en cuyo caso se prefiere realizar un test hipo-osmótico.
Con la tinción vital fluorescente, la técnica más fiable, se detecta la desnaturalización del ADN nuclear mediante el empleo de naranja de acridina más bromuro de etidio: observando al microscopio de fluorescencia, los espermatozoides muertos aparecen de color naranja brillante y los vivos en verde.
En cuanto a la movilidad, los laboratorios de análisis clínico distinguen 4 tipos de espermatozoides con base en su capacidad de movimiento:
- Tipo A (+++) o rápidos progresivos: recorren más de 25 μm/s.
- Tipo B (++-) o lentos progresivos: recorren entre 5 y 24 μm/s.
- Tipo C (+--) o no progresivos: recorren menos de 5 μm/s.
- Tipo D (0) o inmóviles.

Un espermatozoide no móvil no tiene por qué estar muerto necesariamente. Dentro de la movilidad podemos distinguir:
- Movilidad progresiva (MP):los espermatozoides avanzan. Es la que se tiene en cuenta en el espermiograma.
- Movilidad no progresiva (MNP):los espermatozoides se mueven pero no avanzan.
- Movilidad total (MT): la suma de ambas movilidades.

Para considerar que un semen es normozoospérmico en movilidad debe presentar más de un 32% de espermatozoides tipo A/B o más de un 25% de espermatozoides de tipo A. En el resto de los casos se declara astenozoospermia, que puede ser leve (20-31% de tipo A y B), moderada (10- 20% tipo A y B) o grave (<10% de tipo A y B).

## Análisis de aglutinación
La aglutinación espermática se evalúa también mediante el seminograma. Se estima la cantidad de espermatozoides móviles adheridos entre sí. Un valor superior al 30% puede indicar un problema de esterilidad inmunitaria, aunque no es un valor determinante a la hora de predecir si existe un problema de tipo inmunitario.
La aglutinación espermática se puede clasificar según el manual de 2021 de la OMS en función de la parte involucrada y el grado de aglutinación. Dependiendo de la parte involucrada encontramos:
- Cabeza con cabeza: los aglutinados se forman a partir de interacciones entre las cabezas de los espermatozoides
- Cola con cola: el punto de unión de las aglutinaciones es la cola
- Punta de cola con punta de cola: la aglutinación tiene lugar por la punta final de la cola, a diferencia de los cola con cola, en los que la interacción es a lo largo de toda esta, pero no en la punta
- Mezcla: se observan aglutinaciones que comprenden una mezcla de las anteriores, como por ejemplo cabeza-cabeza y cola-cola, pero nunca se aglutinan partes diferentes, nunca se verá cabeza-cola
- Enredo: las cabezas y las colas están enredadas, es decir, las aglutinaciones en este caso implican partes diferentes del espermatozoide.

Dependiendo del grado de aglutinación, podemos encontrar:
- Aislado: <10 espermatozoides/aglutinado, hay muchos espermatozoides libres
- Moderado: 10-50 espermatozoides por aglutinado, hay espermatozoides libres
- Grande: aglutinaciones con >50 espermatozoides, quedan algunos libres
- Total: todos los espermatozoides están aglutinados y las aglutinaciones están interconectadas

La esterilidad inmunológica es debida a la presencia de anticuerpos anti-espermatozoides, reconociendo a los espermatozoides como células extrañas. Esto puede deberse a que la mujer fabrica estos anticuerpos en su moco cervical; o a que el hombre fabrica los anticuerpos contra sus propios espermatozoides debido a una rotura de la barrera hematotesticular.

## Límites seminales inferiores de referencia (OMS 2021)
Los valores de referencia que se utilizan para determinar el estado de la muestra en un seminograma corresponden a los de la población que se considera fértil, constituida por hombres que han sido capaces de fecundar a una mujer en los últimos 12 meses. Sin embargo, es necesario recordar que, aunque se definan como normozoospermia, estos valores de referencia no son valores de normalidad, ni indican esterilidad o fertilidad garantizada, pues varones con valores por debajo de los de referencia pueden llegar a fecundar y conseguir gestaciones. 
En 2021, la OMS estableció unos nuevos valores de referencia, enfocados a considerar la muestra de semen en su totalidad, resultando así unos parámetros menos estrictos que los de 1999 y los de 2010.
 
Estos nuevos parámetros establecen los límites seminales inferiores de referencia, como son principalmente:
- Volumen: 1,4 ml. (en la "Versión 2010" eran 1,5 ml).
- Concentración: 15 millones de espermatozoides/ml.
- Número total de espermatozoides: 39 millones.
- Movilidad total: 42% de los espermatozoides del eyaculado. (en la "Versión 2010" era 40% de los espermatozoides del eyaculado, antes A+B+C).
- Movilidad progresiva: 30% de los espermatozoides del eyaculado. (en la "Versión 2010" era 32% de los espermatozoides del eyaculado, antes A+B).
- Vitalidad: 54% de los espermatozoides eyaculados. (en la "Versión 2010" era 58% de los espermatozoides del eyaculado).
- Morfología: 4% de los espermatozoides del eyaculado. El límite inferior de la OMS para este parámetro se ha venido reduciendo considerablemente en los últimos años: del 30% de 1992 se pasó a un 15% en 1999, para finalmente quedar en el 4% actual.
- pH: 7,1. (en la "Versión 2010" era 7,2)[5]

Un pH superior a 7,1 indica alteración de glándulas secretoras.

## Diagnóstico y análisis global de resultados
Los parámetros más importantes de normalidad a tener en cuenta son: 
- Más de 39 millones de espermatozoides en el total eyaculado
- Más del 32% de motilidad progresiva
- Más del 4% de morfología normal

Hay que destacar que el seminograma consiste en la valoración de una muestra de semen. Es por ello que, no se pueden extrapolar los resultados para llevar a cabo un diagnóstico del paciente. Para poder diagnosticar al paciente van a necesitarse al menos dos seminogramas con un periodo de varias semanas entre ambos. Además, la productividad de espermatozoides puede experimentar grandes alteraciones a lo largo del tiempo, incluso puede verse afectada por factores como el estrés. También hay que considerar, que los espermatozoides de la muestra en estudio, se formaron dos meses antes, que es el periodo que tarda aproximadamente la espermatogénesis, con lo cual, llevando a cabo el estudio de un varón a lo largo del tiempo, se observará que la calidad del esperma varía constantemente.
En este sentido, cabe mencionar que el poder predictivo del seminograma es dependiente de la calidad del mismo: un seminograma deficiente sí denota un mal pronóstico reproductivo, sin embargo, un seminograma óptimo no tiene por qué implicar que el pronóstico reproductivo es bueno. 